# Júlia Májeková

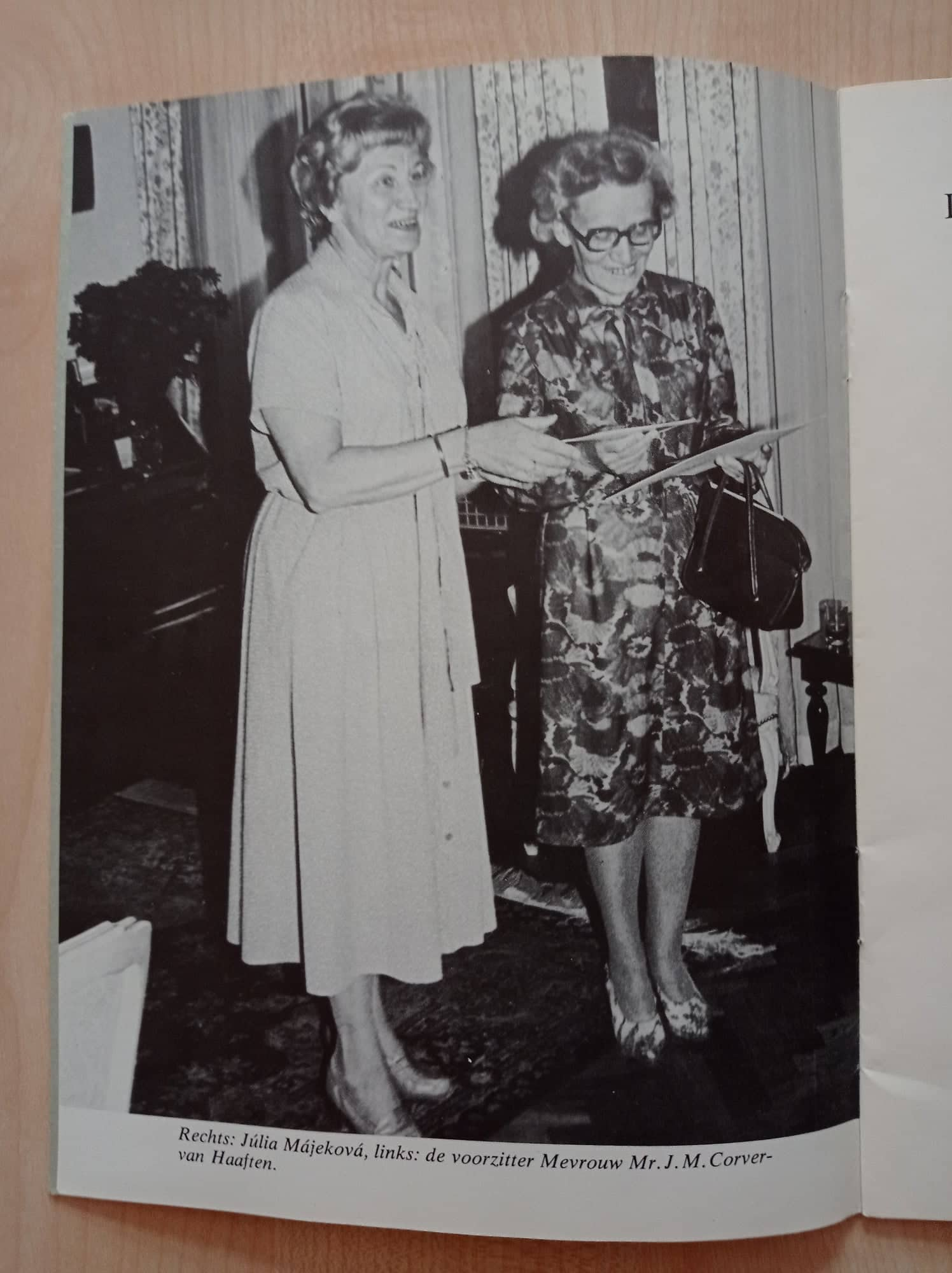
Júlia Májeková (rechts) in 1978 bij de uitreikingsceremonie van de Martinus Nijhoff Vertaalprijs. Mevrouw Corver-van Haaften was de voorzitter van het Prins Bernhard Fonds.

Júlia Májeková (Wenen, 27 december 1919 – Bratislava, 20 januari 1991) was de eerste Slowaakse vertaalster van de Nederlandse en Vlaamse literatuur en redacteur bij de uitgeverijen Tatran en Lúč.

## Biografie
Májeková bezocht in de jaren 1930-1938 het gymnasium in Ružomberok. Vanaf 1939 tot 1944 studeerde ze Slowaaks en Duits aan de Faculteit der Letteren van de Universiteit van Slowakije (de huidige Comeniusuniversiteit) in Bratislava. Tijdens haar studie ontving ze een studiebeurs om één jaar (1942-1943) germanistiek aan de Universiteit van Leipzig te studeren. Ze wilde docent worden en na afronding van haar studie werkte ze twee jaar als docente aan Handelshogeschool Martin in de gelijknamige stad. In 1947-1948 volgde ze een postdoctorale studie Neerlandistiek aan de Universiteit Leiden. Vanaf 1949 werkte ze als redacteur bij uitgeverij Tatran, na haar pensioen zette ze haar werk voort bij uitgeverij Lúč.

### Werk als vertaalster

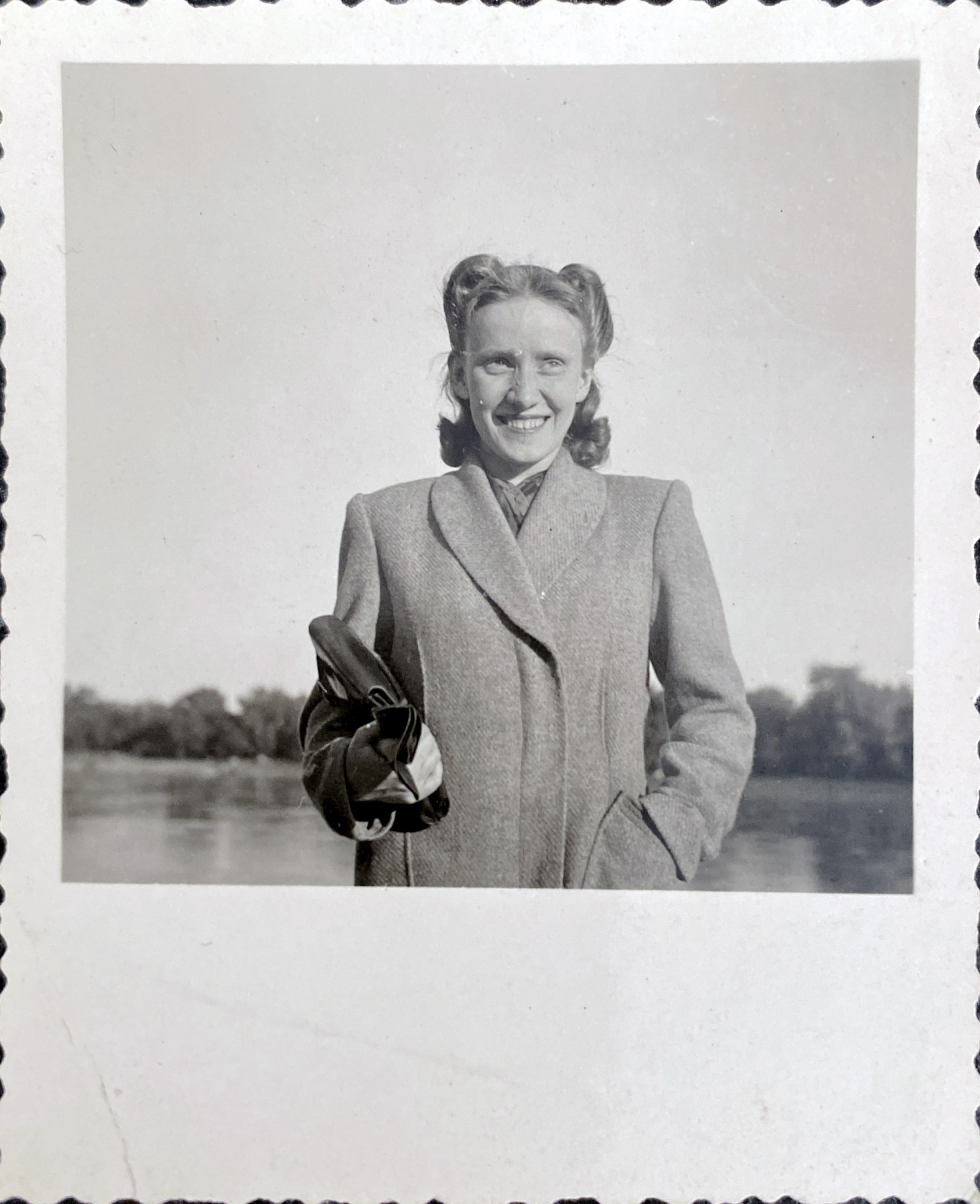
Júlia Májeková, Bratislava, 1944.

Májeková volgde geen vertaalopleiding, maar al tijdens haar universitaire studie vertaalde ze enkele Duitse werken en tijdens haar leven tientallen Duitstalige en Nederlandstalige werken, alsmede enkele hoorspelen. Haar korte vertalingen werden in het Tijdschrift voor Wereldliteratuur (Revue svetovej literatúry) gepubliceerd. Májeková is auteur van enkele nawoorden en wetenschappelijke artikelen over vertaalde werken en van het hoofdstuk 'Nederlandse letterkunde' in Geschiedenis van de wereldliteratuur (Dejinách svetovej literatúry) uit 1963. Daarnaast stelde ze de lemma's over Nederlandse en Vlaamse auteurs in de Kleine encyclopedie van auteurs uit de wereldliteratuur (Malej encyklopédii spisovateľov sveta) samen. In haar tijd was Májeková de enige Slowaakse vertaalster van Nederlandstalige literatuur in het Slowaaks; later werd zij opgevolgd door Adam Bžoch. Haar vertalingen zijn toegankelijk in de catalogus van verzamelde werken van de Slowaakse Nationale Bibliotheek.

## Vertaalde werken (selectie)
- Het leven van Herman Coene van Ernest Claes
- De verwondering van Hugo Claus
- Van oude menschen, de dingen, die voorbij gaan... van Louis Couperus
- De goden gaan naar huis van A. den Doolaard
- Het stenen bruidsbed van Harry Mulisch
- Max Havelaar van Multatuli
- Woutertje Pieterse van Multatuli
- Koning van Katoren van Jan Terlouw

## Prijzen en onderscheidingen
In 1974 kreeg Májeková de Ján Hollý-prijs voor de vertaling van De goden gaan naar huis en in 1978 kreeg ze de Martinus Nijhoffprijs voor vertalingen. Ze kon deze laatste prijs niet in Nederland in ontvangst nemen, doordat ze van het toenmalig regime geen uitreisvisum kreeg. In plaats daarvan werd de prijs op de Nederlandse ambassade in Praag aan haar uitgereikt.